# Sonic Mega Collection
Sonic Mega Collection es una compilación de videojuegos de SEGA, lanzado en el último trimestre del 2002 para los sistemas de entretenimiento informático GameCube, PlayStation 2, Xbox y para el PC. El juego fue lanzado para GameCube en diciembre de 2002 y posteriormente en noviembre de 2004 con el nombre Sonic Mega Collection Plus para PlayStation 2 y Xbox; y por último para ordenadores personales en marzo de 2006.
Dicha colección está dedicada al universo Sonic, reuniendo en dicha recopilación una serie de juegos del erizo azul.

## Recopilación
Esta colección incorpora un total de 20 videojuegos, 7 de ellos están ocultos en un principio, teniendo que cumplir el jugador una serie de requisitos si desea disfrutarlos. De esos 19 videojuegos, 14 eran originarios de la plataforma de entretenimiento informático Sega Mega Drive, los seis restantes fueron originarios de la portátil Sega Game Gear

### Sega Mega Drive/Sega Genesis
Los videojuegos disponibles desde un principio son:
- Sonic the Hedgehog: El primer videojuego de la mascota de SEGA, en el que solo aparece él. Debe de conseguir las Esmeraldas del Caos y salvar a los animales, convertidos en malvados robots llamados badniks por culpa del Doctor Eggman, teniendo Sonic que completar las siete fases y vencer al Doctor en la última.
- Sonic the Hedgehog 2: Desarrollado por SEGA Technical Institute, Sonic, con la ayuda de su compañero Miles "Tails" Prower, tienen que conseguir las Esmeraldas del Caos, superando además las once fases de las que consta el juego. Este videojuego tenía modo dos jugadores, y el argumento que mostraba los manuales de la versión japonesa y el europeo-americano difería radicalmente.
- Sonic the Hedgehog 3: Sonic Team toma las mismas bases de Sonic the Hedgehog 2: los mismos personajes, la misma situación: Sonic y Tails han de recuperar las Esmeraldas del Caos, teniendo que superarse las seis zonas de las que consta el juego. Esta vez, se ubica en Angel Island, protegida por Knuckles, que es engañado por Robotnik para que atacase a Sonic y a Tails. Este videojuego posee un modo de dos jugadores.
- Sonic & Knuckles: Una continuación directa de Sonic 3. Esta vez, Sonic y Knuckles, que sustituye a Tails como personaje jugable, deben de impedir que el Doctor Eggman reconstruya el Death Egg. Para ello, deben de recuperar todas las Esmeraldas del Caos, y han de superar las siete fases de las que consta el juego. Este juego carece de un modo dos jugadores.
- Sonic 3D Flickies' Island: El doctor Eggman ha secuestrado a los flickies, convirtiéndolos en unos robots. Sonic debe de rescatarlos, teniendo que guiarlos en unos escenarios de perspectiva isométrica de tres dimensiones mientras que intenta conseguir las Esmeraldas del Caos. El juego se compone de siete fases.
- Sonic the Hedgehog Spinball: El Doctor Robotnik creó la Veg-o-Fortress, una gran fortaleza situada cerca de un volcán. Dicha fortaleza puede convertir a los animales en robots, y tiene un sistema de seguridad basado en el juego del pinball. Sonic ha de recorrer los cuatro niveles (que hacen de mesas de pinball) que la compone, teniendo que recoger de cada zona una serie de Esmeralda del Caos, con el objetivo de detener dicha amenaza.
- Dr. Robotnik's Mean Bean Machine: Basado en los personajes de la serie de dibujos The Adventures of Sonic the Hedgehog, el jugador ha de vencer a cada uno de los secuaces del Doctor Eggman en este videojuego de tipo rompecabezas y estrategia. Aquí, no se sabe a quién controla el jugador. Admite modo dos jugadores. Es el antecesor de Puyo-Puyo, una saga de juegos de SEGA.

Después de estos juegos, hay otros originarios de esta videoconsola que están ocultos:
- Flicky: Originario de las máquinas arcade, aunque hubo una versión para Mega Drive. El jugador ha de controlar a un pájaro azul llamado Flicky, que ha de salvar a sus hermanos Chirps en diversos niveles, teniendo que esquivar a múltiples enemigos.
- Ristar: El jugador controla a una estrella llamada Ristar, la cual ha de guiar por el mundo Valji, el cual ha sido alterado de manera negativa por el malvado pirata espacial Kaiser Gredy. Valji está compuesto de siete planetas, que hacen de niveles jugables.
- Comix Zone: Un juego arcade innovador lanzado por el estudio americano SEGA Technical Institute. Sketch Tunner, un dibujante de cómics, es apresado y encerrado dentro de su propio cómic. El juego tiene seis fases, en cada una de ellas, el jugador ha de llevar a Sketch por el mismo cómic, teniendo que avanzar viñeta tras viñeta para completar los niveles.
- The Ooze: Un juego de acción desarrollado por SEGA Technical Institute. El jugador controla a una especie de fluido viscoso que tiene la habilidad de moverse, y de atacar, y cuyo objetivo es recuperar partes de ADN, teniendo, para ello, que superar un número determinado de fases.
- Blue Sphere: En la realidad, este no es un videojuego vendido, sino que resulta de la unión del videojuego Sonic & Knuckles y Sonic the Hedgehog (ambos de Mega Drive/Genesis). La unión de ambos daban lugar a un juego en el que el jugador, controlando a Sonic o a Knuckles, tienen que ir superando fases, que acogen el mismo esquema de las Special Stages de Sonic & Knuckles. El juego supera los 134 millones de etapas.
- Knuckles in Sonic 2: El juego salía de la unión de Sonic the Hedgehog 2 y de Sonic & Knuckles. El jugador podía controlar al equidna rojo por las fases de Sonic 2, aunque esto elimina el modo dos jugadores y el menú de configuración del menú principal.
- Sonic 3 & Knuckles: El juego es el resultado de unir Sonic the Hedgehog 3 y Sonic & Knuckles. Ambos juegos se complementaban, haciendo que cuando acabase la última fase de Sonic 3, siguiera por la primera de Sonic & Knuckles. Esto permite controlar a Tails en las fases de Sonic & Knuckles. Este videojuego conserva el modo dos jugadores.

### Sega Game Gear
- Sonic the Hedgehog es una especie de conversión del juego de Mega Drive, aunque es radicalmente diferente. El Doctor está contaminando una isla, y convierte a los animales en robots. Sonic ha de recuperar las Esmeraldas del Caos para evitar esto, teniendo que superar 6 zonas.
- Sonic Chaos, en este juego, el jugador puede controlar a Sonic o a Tails, dependiendo del nivel de dificultad que escoja. El objetivo del juego, al igual que en sus predecesores, en evitar que Eggman se haga con las Esmeraldas del Caos, atravesando seis fases llenas de obstáculos y obteniendo las esmeraldas en zonas especiales.
- Sonic Blast es el primer juego de plataformas donde se podía controlar a Knuckles para la Game Gear. En él, pudiéndose escoger para participar a Sonic o Knuckles, hay que conseguir las Esmeraldas del Caos para salir victorioso y derrotar a Eggman al llegar a la última de las X fase de las que el juego se compone
- Dr. Robotnik's Mean Bean Machine: Basado en los personajes de la serie de dibujos Adventures of Sonic the Hedgehog, el jugador ha de vencer a cada uno de los secuaces del Doctor Eggman en este videojuego de tipo puzle y estrategia. Aquí, no se sabe a quién controla el jugador. Admite modo dos jugadores. Es el antecesor de Puyo-Puyo, una saga de juegos de SEGA.
- Sonic Labyrinth: Eggman ha tendido una trampa al erizo y le ha robado las botas para que no pueda correr, para más inri, lo encierra en un laberinto. En este juego el jugador debe de afrontar el reto de salir de un laberinto dividido en 4 sublaberintos, no sin antes haber recogido las Esmeraldas del Caos
- Sonic Drift: Juego de carreras de karts en la cual los amigos y enemigos de Sonic disputan una competición en numerosos circuitos para ganar en los trofeos de las Esmeraldas del Caos y así obtenerlas. Este juego solo salió a la venta en Japón.

## Otras características

### Durante el juego
Mientras uno juega, puede cambiarse el tamaño de la pantalla pulsando un botón (en la versión de PS2, R3):
- Versión Original: El tamaño original que se daba en el juego
- Versión Extendida: Se agranda el tamaño de la pantalla para que aproveche todo el espacio.

El juego puede pausarse pulsando otro botón (R1 en caso de PS2), en el cual se dan las siguientes opciones:
- Reanudar: Vuelve al juego en el punto donde se dejó, y abandona el menú de pausa
- Título de Juego: Reinicia el juego para empezar a jugar desde la pantalla del menú de éste. Perderás todos los avances y se abandona el menú de pausa.
- Guardar datos de juego: Permite salvar la partida en una tarjeta específica para ello y así mantener los avances adquiridos.
- Cargar datos de juego: Permite acceder a una tarjeta de memoria para recuperar los avances de una partida jugada con anterioridad.
- Configuración del mando: Permite al jugador elegir la configuración de los botones entre tres opciones diferentes para su comodidad.
- Ver pistas: Este submenú muestra algunos consejos, trucos y sugerencias para avanzar con mayor seguridad durante la partida. Antes hay que desbloquearlo jugando dentro de 3 horas.
- Salir: Se abandona el juego y se vuelve al menú para seleccionar otro.

### Manuales
El juego también te permite visionar los manuales originales en su versión americana (exceptuando Sonic Drift, cuyo manual está en japonés al ser un juego que no salió del país Japón). Durante su visionado se puede acercar, alejar la visión y pasar páginas. Los videojuegos Blue Sphere, Knuckles in Sonic 2 y Sonic 3 & Knuckles no tienen un manual específico.

### Extras
En este apartado, se muestran distintas galerías relacionadas con el mundo de Sonic.
- Comics: Aquí se muestran las portadas de los cómics de Archie editados en EE. UU. basados en el universo Sonic:
  - Sonic the Hedgehog (Del n.º 1 al 139)
  - Knuckles the Echidna (Del n.º 1 al 32)
  - Otros tebeos tales como especiales dedicados a los juegos, a Tails, aniversarios, etc.
- Ilustraciones: Se muestran ilustraciones varias dedicadas a los personajes de Sonic, Tails, Knuckles y Eggman; además de otras sobre los diseños de portadas (Sonic Adventure, Sonic Adventure 2 y Sonic Heroes) y sobre temas como la Navidad o el verano.
- Vídeos: En este apartado el juego muestra unos cortos sobre la generación de los vídeos de algunas de las partes de Sonic Héroes, siendo el vídeo de la presentación y la presentación del equipo Dark.

### Opciones generales
En este apartado, se encuentran diversas opciones, que son
- Pistas: Una reunión de las pistas de todos los videojuegos presentes en la recopilación. Antes, hay que desbloquearlos para que puedan ser visionados.
- Configuración mando: Permite cambiar la distribución de controles de los botones del mando, por si ocurre que el jugador no se siente cómodo con la predefinida.
- Créditos: Ver quiénes son los responsables de dicha recopilación.
- Salir: Salir de este menú, y volver al menú principal.